# The Kinks Are the Village Green Preservation Society
The Kinks Are the Village Green Preservation Society je konceptuální album od britské rockové skupiny The Kinks.
Nostalgie, kterou Ray Davies prezentoval na předchozím studiovém albu Something Else by The Kinks, se na této desce proměnila v manifest, jímž truchlí nad vytrácením starých anglických tradic. Jak zpívají v titulní písni, Kinks chrání to staré dobré čepované pivo, jahodový jam a panenství Anglie. Celé album je sérií obrázků a příběhů o malebném Albionu, jaký ve skutečnosti nikdy nebyl. Je to příjemná, klidná deska, evokující malé město a vtahující posluchače do pomalých rytmů, které vyvolávají dojem sladkobolného zamlženého snu. Pod povrchem je po celou dobu cítit jakoby lítost nad těmito nenávratně ztracenými idylickými časy. Díky velice střídmé kompozici a instrumentaci písní tato deska zní spíše jako sólový projekt Raye Daviese, než jako LP Kinks. Z klidného proudu téměř identických písní se vymyká pouze „Wicked Annabella“ od Davea Daviese. Ač celá koncepce alba může působit až příliš uvolněně, každá skladba má po hudební i textové stránce mnoho vrstev a přináší řadu inovací. Tato deska zároveň přispěla ke zrodu nových generací vyznavačů britského kytarového popu.

## Seznam skladeb
Autorem všech skladeb je Ray Davies.
Strana 1
1. „The Village Green Preservation Society“ – 2:45
2. „Do You Remember Walter?“ – 2:23
3. „Picture Book“ – 2:34
4. „Johnny Thunder“ – 2:28
5. „Last of the Steam-Powered Trains“ – 4:03
6. „Big Sky“ – 2:49
7. „Sitting by the Riverside“ – 2:21

Strana 2
1. „Animal Farm“ – 2:57
2. „Village Green“ – 2:08
3. „Starstruck“ – 2:18
4. „Phenomenal Cat“ – 2:34

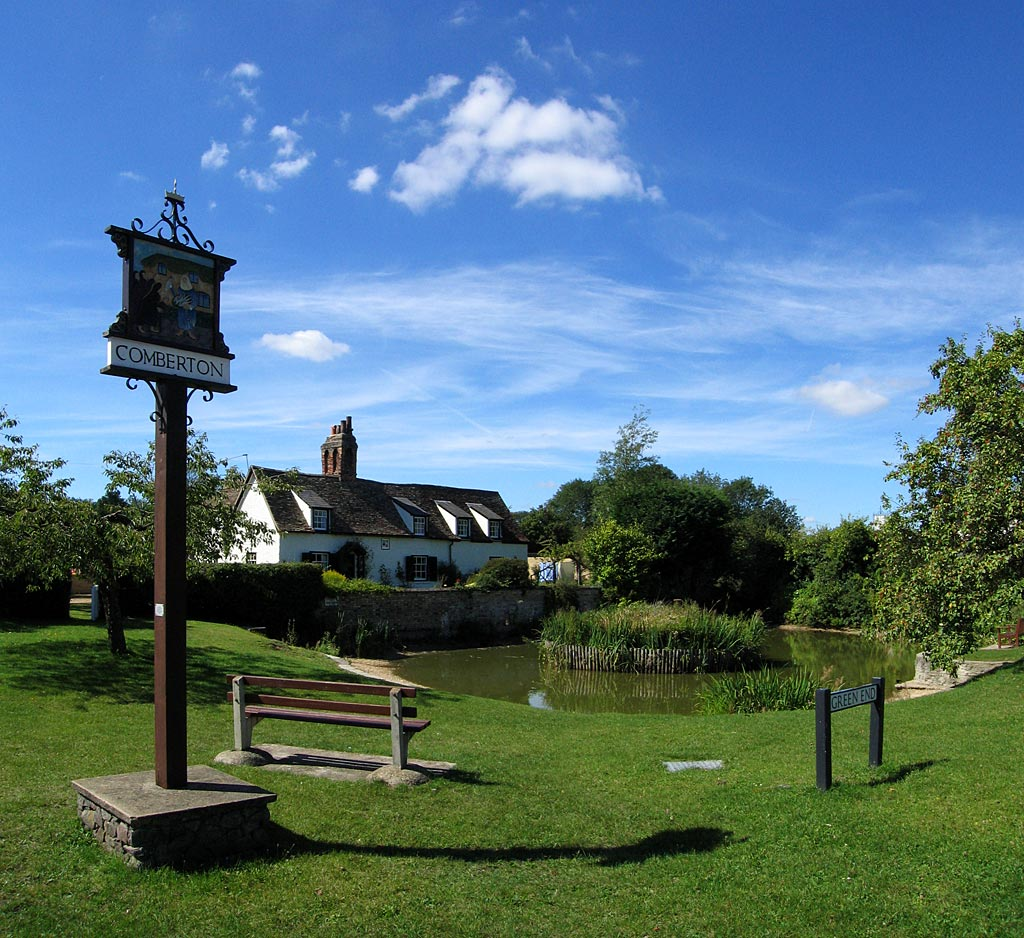
Obecní zeleň (village green).

5. „All of My Friends Were There“ – 2:23
6. „Wicked Annabella“ – 2:40
7. „Monica“ – 2:13
8. „People Take Pictures of Each Other“ – 2:10

## Obsazení
The Kinks
- Ray Davies – hlavní vokály, kytara, klávesy, harmonika, saxofon, trubka, pozoun, akordeon, hoboj, flétna
- Dave Davies – sólová kytara, doprovodné vokály, hlavní vokály ve skladbě „Wicked Annabella“
- Pete Quaife – baskytara, doprovodné vokály
- Mick Avory – bicí, perkuse

Další hudebníci
- Nicky Hopkins – klávesy, mellotron
- Rasa Davies – doprovodné vokály